# Mean Girls
Mean Girls er et amerikansk komediedrama fra 2004. Filmen er instrueret af Mark Waters og manuskriptet er skrevet af Tina Fey, hvor sidstnævnte også selv medvirker i filmen. Filmens roller bliver spillet af Lindsay Lohan, Rachel McAdams, Amanda Seyfried og Lacey Chabert. Filmen har æren for at være Lindsay Lohans filmgennembrud .
Instrutøren Mark Waters beskriver, som "Clueless møder Heathers" , den sidste som Waters bror Daniel Waters har skrevet manuskriptet til. Mean Girls er baseret på bogen Queen Bees and Wannabes af Rosalind Wiseman, som beskriver hvordan pige-high school-kliker opererer, og den effekt den kan have på piger. I forhold til inspirationskilderne Clueless og Heathers, blev filmen et uventet hit, og den ledte meget opmærksomhed hen på high school-kliker og mobning, selvom filmen har en let-hjertet holdning til disse emner. [kilde mangler]

## Handling
Cady Heron er vokset op i Afrika sammen med sine forældre, der er zoologer, så hun kender alt til reglen om, at "den stærkeste overlever". Men alt dette ændrer, da Cady og hendes forældre flytter til USA, hvor Cady skal gå i en rigtig skole.
Det er svært for Cady at finde sig til rette, men så møder hun den rebelske pige, Janis Ian og hendes ven, Damian, som i følge Janis er "for bøsset til at fungere". Janis og Damian viser Cady rundt og fortæller hende om hierarkiet på skolen. Og i toppen er det "Plastik-pigerne", som består af den rige, men usikre Gretchen Wieners, den søde, men dumme Karen Smith og lederen, den smukke Regina George. Regina bliver regnet som "Dronningebien" i skolen og hun bliver beundret af næsten alle med undtagelse af Janis og Damien. Det antydes at der ligger mere bag Janis' had til Regina end blot misundelse.
Regina George viser dog snart interesse for et muligt venskab med Cady, og efter pres fra Janis og Damian, der ønsker at Cady bliver optaget i grupen, så Cady kan terroriserer "Plastik-pigerne" indefra. Efter at kort stykke tid bliver Cady optaget hos "Plastik-pigerne". Cady bliver snart introduceret for "Burn Book", en hemmelig bog, som er lavet af "Plastik-pigerne", der er fyldt med de værste bagtalelser, rygter og sladder om mange af pigeeleverne (og nogle lærere) på skolen. Cady støder i en matematiktime på Aaron Samuels, som senere viser sig at være Reginas ekskæreste, og hun bliver lun på ham. Regina finder snart ud af dette, og tilbyder at "tale" med Aaron om Cady til en kostumefest, men giver sig i stedet til at flirte med ham. Da Cady finder ud af at Regina har taget Aaron for sig selv (igen), går Cady med på Janis' plan om at ødelægge Reginas liv ved at ødelægge hendes "ressourcer", som blandt andet består af at "ødelægge" hendes gode udseend, adskille hende og Aaron, og vende Gretchen og Karen mod Regina selv. Det afsløres nu også at grunden til Janis' had bunder i at Regina og Janis engang var bedste venner, men at Regina på et tidspunkt startede et rygte om at Janis var lesbisk. 

Cady giver sig nu til at dumpe i matematik med vilje for at få Aarons opmærksomhed og snart lykkedes det for Cady at få Aaron og Regina til at slå op, da hun får Aaron til at opdage at Regina er sammen med en anden fyr. Cady får også Regina til at spise en meget kaloriefyldt energibar ved at sige at de skulle hjælpe en med at tabe sig og får snart Gretchen til at tro at Regina bedre kan lide Cady end hende, så hun bliver endnu mere usikker på sig selv.
I sine anstrengelser på at få hævn over Regina, mister Cady mere og mere af sin oprindelige personlighed og snart er hun en udgave fuldstændig lig med Regina. Huns såkaldte skuespil som "Plastik-pige" bliver snart den hun faktisk er, og hun afbryder kontakten med Janis og Damien for at fokusere mere på hendes mål om at få hævn over Regina. Regina, som nu er en blevet buttet, grundet Cadys energibarer, har nu mistet sin autoritet på skolen og hun bliver smidt ud af "Plastik-pigern", og Cady er pludselig den nye "Dronningebi". For at fejre denne nyvundne sociale status afholder Cady en fest i sit hjem uden at invitere Janis eller Damien. Janis og Damien giver nu afkald på deeres venskab med Cady. Under festen ender Cady også med at støde Aaron fra sig på grund af sin forfærdelige opførsel.
Regina, der nu finder ud af sandheden om de energibarer, hun har spist, kopierer "Burn Book" og sender de mange sider af sladder om pigerne på skolen rundt på skolen, og for at lade det virke som om det er Cady, Karen og Gretchen, der står bag, indsætter Regina et billede af sig selv i bogen. "Burn Book"-kopierne starter nu voldsomme optøjer blandt pigerne på skolen, så inspektør Duvall må træde til. Cadys matematiklærer, Ms. Nobury – som også optræder i bogen, da Cady har sagt at hun sælger stoffer – får alle skolens piger til at indse, hvad de gør, når de bagtaler hinanden. Janis indrømmer nu, at hun forsøgte at ødelægge Reginas liv igennem Cady og giver sig til at ydmyge Regina med støtte fra alle skolens piger. Regina løber ud efterfulgt af en undskyldende Cady, og bliver ramt af en bus. Der går efterfølgende rygter om Cady angiveligt skulle have skubbet Regina ind foran bussen.
Uden nogen venner, undgået af Aaron og med et meget dårligt ry, påtager Cady sig skylden for "Burn Book". Selvom hun gennemgår mange ubehagelige oplevelser for dette, vender hun tilbage til sin gamle personlighed. Som en straf påtvinger Ms. Nobury Cady at tilmelde sig "Matleterne", – som er blevet omtalt som "social selvmord" af både Damien og Regina -, som skal i konkurrence. Netop som Cady står ved det afgørende spørgsmål i konkurrencen overfor en uattraktiv pige, går det op for Cady at selvom hun måske gør grin med pigens udseende, vil pigen stadig kunne slå hende i konkurrencen. Cady ender med at vinde spørgsmålet, og hele holdet vender tilbage til skolens "Spring Fling"-fest.
Cady bliver meget overraskende valgt til "Spring Fling"-festens Dronning og hun holder en tale, hvor hun fortæller at hendes sejr er meningsløs; at alle er vidunderlige på deres måde og Cadys sejr tilhører alle. Som en symbolsk gestus brækker Cady sin tiara i stykker og kaster stykkerne ud til de tilhørerne. Cady bliver venner med Janis og Damien, finder sammen med Aaron, og indgår våbenhvile med "Plastik-pigerne".
Filmen ender med at "Plastik-pigern" opløses i starten af det nye år; Regina tilmelder sig lacrosse-holdet for at kunne få afløb for sin vrede på en positiv måde, Karen bliver skolens vejrreporter (hun påstår at hendes bryster kan fortælle, hvornår det regner), Gretchen kommer med i "Cool Asians"-kliken og Cady dater Aaron og hænger ud med Janis and Damien. Nu med en bedre ry fortæller Cady, at hun lever i fred i den pigeverden, hun lever i .

## Cast
- Lindsay Lohan som Cady Heron
- Rachel McAdams som Regina George
- Tina Fey som Ms. Sharon Norbury
- Tim Meadows som Mr. Ron Duvall
- Lacey Chabert som Gretchen Wieners
- Jonathan Bennett som Aaron Samuels
- Amy Poehler som Mrs. George
- Lizzy Caplan som Janis Ian
- Amanda Seyfried som Karen Smith
- Daniel Franzese som Damian
- Ana Gasteyer som Mrs. Heron
- Neil Flynn som Mr. Heron

## Produktion
Selvom filmen tager udgangspunkt i på den nordlige kyst af Chicago, er det meste af filmen optaget i Toronto, Ontario, Canada på Etobicoke Collegiate Institute og Malvern Collegiate Institute.[kilde mangler] Notable landmarks include the University of Toronto's Convocation Hall and Sherway Gardens. Regina George's house is a home in the Bridle Path neighborhood.[kilde mangler]

## Modtagelse
Filmen blev alt i alt modtaget godt af kritikerne, da den af anmelderhjemmesiden Rotten Tomatoes fik en vurdering på 83% "Frisk" baseret på 167 anmeldelser, og en vurdering på 66 ("Generally favorable reviews") på Metacritic baseret på 39 anmeldelser.
Filmen blev erklæret en øjeblikkelig succes efter dens åbningsweekend indtjente 125,8 mio. kroner fordelt på 2.839 biografer, hvilket gjorde den til bedstindtjente film i Amerika på det tidspunkt med et gennemsnitlig 44.323 kroner indtjening ved hver biograf. Mean Girls blev vist i lang tid og endte med at have indtjent 443,2 mio. kroner i USA og 664,6 mio. kroner verdenen over.  I USA blev filmen den 24. højestindtjente film i 2004. .
I et interview om filmen, har Tina Fey udtalt: "Voksne synes den er sjov. Det er dem, der griner. Unge mennesker ser den som et realityshow. Den ligger meget tæt på deres egne oplevelser, så de skraldgriner ikke ligefrem." Entertainment Weekly har sat den på dens "end-of-the-decade"s "best-of" liste og udtaler, " "Indbringende" skal nok aldrig, men 2004's film med de bedste citater er stadig en af de skarpeste high school satirer nogensinde. Hvilket er ret "grool", hvis du spørger mig"!"
I 2006 udnævnte Entertainment Weekly den også som den 12. bedste high school film nogensinde, og forklarer: "Der var en tid, hvor Lindsay Lohan var bedst kendt for sit skuespil og ikke sin evige festen igennem. Dette er La Lohan bedste rolle til dato, denne Tina Fey-skrevet film, som også kan blære sig med et gennembrud af Rachel McAdams som den onde dronningebi Regina George (Gretchen, stop trying to make 'fetch' happen! It's not going to happen!). Imens Mean Girls teknisk set er en komedie, så er dens fremstilling af pigefnidder overmådelig realistisk."

## Priser
Filmen modtog mange priser og nomineringer. Filmen blev nomineret til 13 Teen Choice Awards og vandt de fire. Filmen blev også nomineret til fire MTV Movie Awards og vandt de tre. Filmen blev også nomineret til WGA Award for "Best Adapted Screenplay".
| År   | Uddeling               | Pris                                                     | Resultat  |
| ---- | ---------------------- | -------------------------------------------------------- | --------- |
| 2004 | Teen Choice Awards     | Choice Movie Comedy Actress: Lindsay Lohan               | Vandt     |
| 2004 | Teen Choice Awards     | Choice Movie Breakout Actress: Lindsay Lohan             | Vandt     |
| 2004 | Teen Choice Awards     | Choice Hissy Fit                                         | Vandt     |
| 2004 | Teen Choice Awards     | Choice Movie Blush: Lindsay Lohan                        | Vandt     |
| 2004 | Teen Choice Awards     | Choice Breakout Movie Star - Female: Rachel McAdams      | Nomineret |
| 2004 | Teen Choice Awards     | Choice Breakout Movie Star - Male: Jonathan Bennett      | Nomineret |
| 2004 | Teen Choice Awards     | Choice Movie - Comedy                                    | Nomineret |
| 2004 | Teen Choice Awards     | Choice Movie Actress - Comedy: Rachel McAdams            | Nomineret |
| 2004 | Teen Choice Awards     | Choice Movie Blush: Rachel McAdams                       | Nomineret |
| 2004 | Teen Choice Awards     | Choice Movie Chemistry: Lindsay Lohan & Jonathan Bennett | Nomineret |
| 2004 | Teen Choice Awards     | Choice Movie Fight/Action Sequence                       | Nomineret |
| 2004 | Teen Choice Awards     | Choice Movie Hissy Fit: Rachel McAdams                   | Nomineret |
| 2004 | Teen Choice Awards     | Choice Movie Liar: Lindsay Lohan                         | Nomineret |
| 2004 | Teen Choice Awards     | Choice Movie Sleazebag: Rachel McAdams                   | Nomineret |
| 2005 | MTV Movie Awards       | Best Female Performance                                  | Vandt     |
| 2005 | MTV Movie Awards       | Breakthrough Female Performance                          | Vandt     |
| 2005 | MTV Movie Awards       | Best On-Screen Team                                      | Vandt     |
| 2005 | MTV Movie Awards       | Best Villain                                             | Nomineret |
| 2005 | Kids Choice Awards     | Favorite Movie Actress                                   | Nomineret |
| 2005 | People's Choice Awards | Favorite Movie: Comedy                                   | Nomineret |
| 2005 | WGA Award              | Best Adapted Screenplay: Tina Fey                        | Nomineret |

## Indflydelse på popkulturen
- Pop/R&B-sangerinden Mariah Carey har flere gange udtryk at hun er fan af filmen, og bruger mange af citaterne fra filmen i utallige inteviews, men mest bemærkelsesværdig på The Ellen DeGeneres Show i 2005 og på hendes officielle Twitter-opdateringer i 2009.[11]

## Soundtrack
Soundtracket til filmen blev udsendt den 21. september 2004, samme dag som dvd-udgaven blev udgivet.
1. "Dancing With Myself" – The Donnas (Generation X-cover)
2. "God Is A DJ" – Pink
3. "Milkshake" – Kelis
4. "Sorry (Don't Ask Me)" – All Too Much
5. "Built This Way" – Samantha Ronson
6. "Rip Her to Shreds" – Boomkat (Blondie cover)
7. "Overdrive" – Katy Rose
8. "One Way or Another" – Blondie
9. "Operate" – Peaches
10. "Misty Canyon" – Anjali Bhatia
11. "Mean Gurl" – Gina Rene & Gabriel Rene
12. "Hated" – Nikki Cleary
13. "Psyché Rock" – Pierre Henry
14. "The Mathlete Rap" – Rajiv Surendra

## Fodnoter
1. ↑  "Lindsay Lohan - CelebSpin.com profile". CelebSpin.com. Arkiveret fra originalen 22. juli 2012. Hentet 2007-07-18. Lohan’s breakout role as a leading actress came six years later with 2004’s Mean Girls
2. ↑  The Seattle Times: Arts & Entertainment: It's back to school with 'Mean Girls,' but director will transfer to guy films
3. ↑  Mean Girls hos Rotten Tomatoes (engelsk) Skabelon:Retrieved
4. ↑  Mean Girls på Metacritic (engelsk) Skabelon:Retrieved
5. ↑  ""Mean Girls" Topples "Man"". E!. 2. maj 2004.{{cite web}}:  CS1-vedligeholdelse: url-status (link)
6. 1 2  "Mean Girls (2004) - BoxOfficeMojo.com". BoxOfficeMojo.com. Hentet 18. juli 2007.
7. ↑  http://www.canoe.ca/NewsStand/LondonFreePress/Today/2004/04/25/435157.html (Webside+ikke+længere+tilgængelig)
8. ↑  Geier, Thom; Jensen, Jeff; Jordan, Tina; Lyons, Margaret; Markovitz, Adam; Nashawaty, Chris; Pastorek, Whitney; Rice, Lynette; Rottenberg, Josh; Schwartz, Missy; Slezak, Michael; Snierson, Dan; Stack, Tim; Stroup, Kate; Tucker, Ken; Vary, Adam B.; Vozick-Levinson, Simon; Ward, Kate (December 11, 2009), "THE 100 Greatest MOVIES, TV SHOWS, ALBUMS, BOOKS, CHARACTERS, SCENES, EPISODES, SONGS, DRESSES, MUSIC VIDEOS, AND TRENDS THAT ENTERTAINED US OVER THE PAST 10 YEARS". Entertainment Weekly. (1079/1080):74-84
9. ↑  "50 Best High School Movies". Filmsite.org. 2006-09-15. Hentet 2010-11-08.
10. ↑  "IMDb - Mean Girls (2004) - Awards". IMDb. Hentet 18. juli 2007.
11. ↑  Vena, Jocelyn; Kash, Tim (1. juli 2009). "Nick Cannon: Mariah Carey's Not Dissing Eminem In 'Obsessed'". MTV News. MTV. Arkiveret fra originalen 25. juni 2010. Hentet 25. juni 2010.